# Coesina
La coesina è un complesso proteico eterotetramerico composto da due proteine della famiglia SMC (Structural Maintenance of Chromosomes), Smc1 e Smc3, e due proteine della famiglia SCC (Sister Chromatid Cohesion),Scc1 e Scc3. Le subunità Smc1,Smc3,Scc1 e Scc3 sono state inizialmente identificate in S. cerevisiae ma sono espresse proteine omologe in tutti gli organismi eucariotici compreso l'uomo. Nei vari organismi assumono nomenclature differenti ma la nomenclatura di S. cerevisiae è spesso usata anche per indicare le subunità degli altri organismi in modo da non creare confusione.

## Associazione con il DNA
Le subunità della coesina si assemblano in modo da formare una struttura chiusa a forma di anello che si assembla sui filamenti di DNA prima della replicazione, con una spaziatura di circa 5-10 kpb. La presenza dei complessi di coesina non ostacola l'apparato replicativo quindi dopo la fase "S" di replicazione del genoma, i due cromatidi fratelli risultano fisicamente associati tramite il legame intermolecolare operato dalla coesina. 

## Rimozione della coesina
Durante la mitosi e la meiosi la coesina viene rimossa con meccanismi molecolari differenti per permettere la corretta separazione dei cromatidi fratelli e la loro segregazione nelle due cellule figlie o nei gameti.

## Mitosi dei lieviti
Durante la mitosi dei lieviti la coesina è rimossa dal DNA mediante un taglio proteolitico della subunità Scc1 operato dall'endopeptidasi separasi. La separasi agisce sulla coesina presente lungo tutta la lunghezza del cromosoma e questo evento guida la progressione in metafase/anafase con i cromatidi fratelli che segregano ai lati opposti della cellula.

## Mitosi dei vertebrati
Nella mitosi dei vertebrati la coesina viene dissociata dal DNA in due tappe temporalmente distinte. Nella profase è dissociata solo la coesina presente sulle braccia cromosomiche tramite la fosforilazione della subunità Scc3 mediata dalla polo-like chinasi Plk1. La coesina centromerica risulta refrattaria alla fosforilazione grazie all'azione delle proteine Shugoshin e perdura fino alla metafase dove è necessaria per controbilanciare la forza generata dai microtubuli sui cinetocori. Alla metafase viene rimossa anche la coesina centromerica con meccanismo uguale a quello dei lieviti prima descritto.

## Meiosi
Durante il ciclo meiotico si formano i chiasmi (la manifestazione fisica del crossing-over) tra i cromosomi omologhi. La coesina presente sui cromosomi ostacolerebbe la risoluzione dei chiasmi e quindi viene rimossa durante la transizione metafase I/anafase I tramite proteolisi della subunità Rec8 (omologo meiosi specifico di Scc1) mediata dall'endopeptidasi separasi. La coesina centromerica risulta refrattaria all'attacco della separasi grazie alla presenza delle proteine Shugoshin e perdura fino alla seconda divisione meiotica. Nella transizione metafase II/anafase II viene rimossa anche la coesina presente al livello del centromero tramite una seconda ondata di separasi. Questo evento guida l'entrata in anafase con i cromatidi fratelli che vengono segregati nei quattro gameti negli umani o nelle quattro ascospore nei lieviti S.pombe e S.cerevisiae.